# Li Dazhao

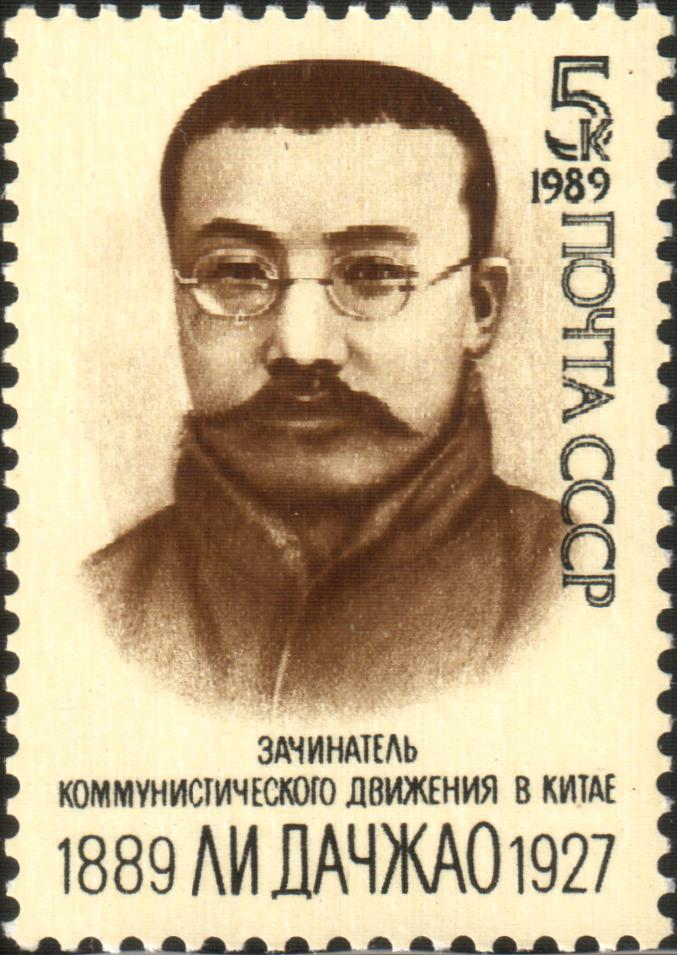
Sello soviético en homenaje a Li Dazhao (1989).

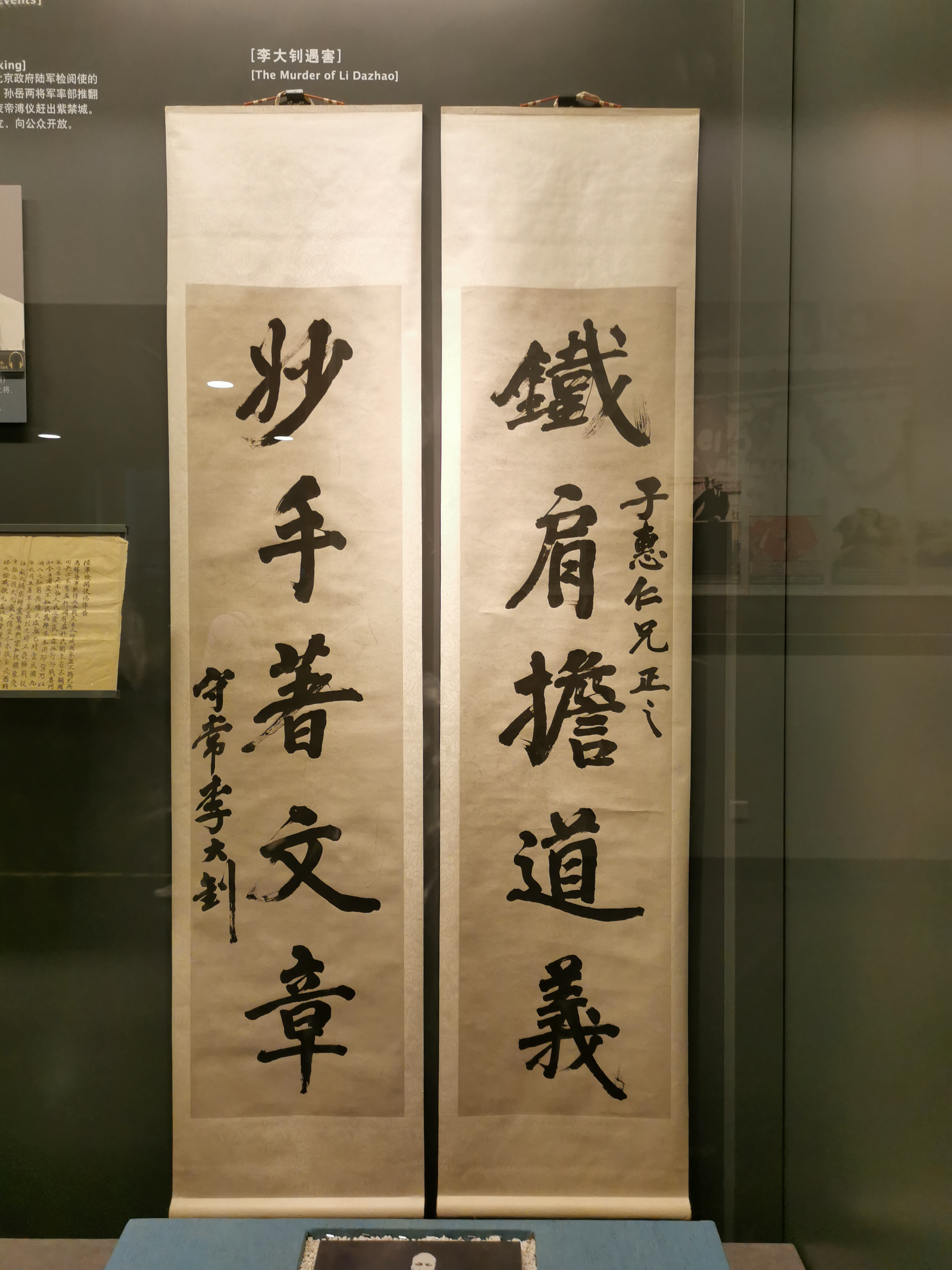
Li Dazhao's motto

Li Dazhao (chino tradicional: 李大釗, chino simplificado: 李大钊, pinyin: Lǐ Dàzhāo, Wade-Giles: Li Ta-chao; 29 de octubre de 1889-28 de abril de 1927) fue un intelectual chino, considerado uno de los padres fundadores del Partido Comunista de China junto con Chen Duxiu.

## Juventud
Nacido en la provincia de Hebei en el seno de una familia campesina, Li estudió economía política en la Universidad de Waseda en Japón entre 1913 y 1916.
En 1899, a la edad de 10 años, cumplió con el contrato de matrimonio, propio de la cultura china, con Zhao Renlan, de 16 años de edad. Tuvieron 5 hijos, dos de ellos fallecieron. Zhao Renlan no sabía leer ni escribir, puesto que era de una clase social campesina y pobre. Así mismo, las mujeres no podían ingresar a la universidad, dada la prohibición vigente hasta la revolución del 4 de mayo de 1921. Zhao Renlan muere el 28 de mayo de 1933, a los 49 años de edad. En junio de 1935, el Comité Provincial de Hebei del Partido Comunista Chino la reconoció póstumamente como miembro del Partido.  
En mayo de 1916 Li regresó a China. En 1918 obtuvo una plaza como bibliotecario jefe en la biblioteca de la Universidad de Pekín. Allí tuvo a su cargo al joven Mao Zedong, futuro líder comunista chino, aunque, por lo que se sabe, no llegaron a entablar una relación personal estrecha.

## Introducción del marxismo en China
Durante su etapa como bibliotecario en Pekín, Li fue uno de los primeros intelectuales chinos que se interesó por los acontecimientos que se desarrollaban en Rusia, donde los bolcheviques habían proclamado la Unión de Repúblicas Socialistas Soviéticas. Li Dazhao veía en el nuevo Estado soviético un modelo ejemplar de lo que debía ser una sociedad justa. Frente a quienes deseaban que China emulara el progreso económico de las potencias occidentales y de Japón, Li Dazhao vio en la Unión Soviética y en su ideología marxista el modelo político adecuado para China. En la Universidad de Pekín, Li fundó un grupo de estudio del marxismo junto a varios alumnos y profesores de la institución académica.
Las actividades políticas de Li Dazhao captaron la atención de Chen Duxiu, entonces decano de la Universidad de Pekín. Chen era uno de los más destacados intelectuales de la época, editor de la revista reformista Nueva Juventud, en la que se publicaron artículos y obras literarias que ejercerían una profunda influencia sobre el pensamiento chino de principios del siglo XX.
Chen Duxiu invitó a Li Dazhao a editar un número especial de Nueva Juventud monográfico sobre el marxismo, que se publicó en el otoño de 1919. La publicación de este número de Nueva Juventud dedicado al marxismo, en un momento en que el movimiento de reforma política y cultural conocido como Movimiento del Cuatro de Mayo estaba en plena eclosión, atrajo a muchos lectores de la influyente revista, incluido el propio Chen Duxiu, hacia el comunismo.
Así, Li Dazhao se convirtió en el introductor del marxismo en China. En colaboración con Chen Duxiu, comenzó a atraer a jóvenes interesados en el marxismo y el movimiento despertó la atención de la URSS, que a través de la Komintern intentaba propagar el comunismo en el mundo.
Dos agentes de la Komintern, el ruso Grígori Voitinski y el chino de educación siberiana Yang Mingzhai, fueron enviados a China por Lenin para contactar con activistas marxistas. Al llegar a Pekín en 1920 se entrevistaron con Li Dazhao, quien les recomendó que hablaran también con Chen Duxiu, entonces establecido en Shanghái.

## Fundación del Partido Comunista de China
Un año después, en julio de 1921, se fundaba el Partido Comunista de China en Shanghái. Curiosamente, ni Li Dazhao ni Chen Duxiu pudieron asistir a la reunión fundacional. Chen Duxiu fue nombrado secretario general del partido in absentia.
En aquellos momentos iniciales, la Komintern alentó la colaboración entre el PCCh y el partido nacionalista Kuomintang (KMT) de Sun Yat-sen. En el marco de esa colaboración, Li Dazhao ingresó en el Comité Ejecutivo Central del KMT en 1924.

## Persecución y muerte
En 1927 se produjo la ruptura entre los comunistas y el KMT que, tras la muerte de Sun Yat-sen, había pasado a estar dominado por el joven militar Chiang Kai-shek. Mientras Chiang perseguía a los comunistas en las zonas bajo control del Kuomintang, el señor de la guerra Zhang Zuolin, que controlaba el nordeste del país - incluida Pekín - lanzó también una campaña anticomunista que llevó a Li Dazhao a refugiarse en la Embajada soviética. Tras una redada de la policía de Zhang en la embajada, Li Dazhao y otros comunistas refugiados allí fueron arrestados.
El 28 de abril de 1927, por orden de Zhang Zuolin, Li Dazhao murió ahorcado junto a otros 19 comunistas chinos.